# Night Fever
Night Fever è una canzone, scritta ed interpretata dai Bee Gees. Il brano è stato estratto come singolo dalla colonna sonora del film La febbre del sabato sera. Inizialmente, il produttore Robert Stigwood voleva intitolare il film Saturday Night (Sabato notte).

## Descrizione
Night Fever rimase alla posizione numero uno della Official Singles Chart per due settimane e della Billboard Hot 100 per otto settimane nel 1978, prendendo il posto del brano Love Is Thicker Than Water, sempre di Gibb, ed in seguito venendo sostituita da If I Can't Have You cantata da Yvonne Elliman, ma scritta e prodotta dai Bee Gees.
Dopo il successo di Night Fever, il governatore dello stato della Florida, Reubin O'Donovan Askew, decorò i tre componenti del gruppo con il titolo di "cittadini onorari" dello stato, per via del tempo passato in sala di incisione a Miami.
Oltre che ne La febbre del sabato sera, la canzone è apparsa anche nella colonna sonora del film Mystery Men.
La canzone è alla posizione numero 33 della Billboard's All Time Top 100.
Esiste una cover del brano registrata nel 2008 da Tina Arena per la colonna sonora del film Disco.

## Classifiche

### Classifiche settimanali
| Classifica (1978)        | Posizione massima |
| ------------------------ | ----------------- |
| Australia                | 7                 |
| Austria                  | 4                 |
| Belgio (Fiandre)         | 3                 |
| Canada                   | 1                 |
| Finlandia                | 6                 |
| Germania                 | 2                 |
| Irlanda                  | 1                 |
| Italia                   | 7                 |
| Norvegia                 | 2                 |
| Nuova Zelanda            | 2                 |
| Paesi Bassi              | 3                 |
| Regno Unito              | 1                 |
| Spagna                   | 1                 |
| Stati Uniti              | 1                 |
| Stati Uniti (dance club) | 3                 |
| Stati Uniti (R&B)        | 8                 |
| Sudafrica                | 2                 |
| Svezia                   | 5                 |
| Svizzera                 | 3                 |

### Classifiche di fine anno
| Classifica (1978) | Posizione |
| ----------------- | --------- |
| Austria           | 15        |
| Belgio (Fiandre)  | 9         |
| Canada            | 1         |
| Germania          | 7         |
| Nuova Zelanda     | 9         |
| Paesi Bassi       | 21        |
| Regno Unito       | 5         |
| Stati Uniti       | 2         |
| Sudafrica         | 12        |
| Svizzera          | 15        |

### Classifiche di fine decennio
| Classifica (1970-79) | Posizione |
| -------------------- | --------- |
| Stati Uniti          | 8         |